# 여승혁
여승혁은 대한민국의 남자 배우이다.

## 출연 작품

### 드라마 & 시트콤
- 《논스톱 5》 (2004년, MBC)
- 《달래네 집》 (2004년, KBS2)
- 《상두야, 학교가자》 (2003년, KBS2) - 채지환 역

### 영화
- 《뚝방전설》 (2006년) - 고삐리 8 역
- 《남남북녀》 (2003년) - 철수 친구 뽀마드 역

### 광고
- 피자에땅
- KFC 팝콘치킨
- 테크노마트